# 中国暦
中国暦（ちゅうごくれき）では、中国の伝統的な暦法を総合して説明する。中国では伝統的な暦法のことを夏暦（かれき）・農暦（のうれき、农历、農曆）・陰暦（いんれき）・旧暦（きゅうれき、旧历、舊曆）などと呼んでいる。また、ベトナムなどのように黄暦（こうれき）と呼称する国・地域もある。さらに日本では、中国から輸入した暦のことを漢暦（かんれき）と呼んでいた（日本の暦については「太陰太陽暦#日本の太陰太陽暦」も参照）。
夏暦とは元々古六暦の一つであるが、辛亥革命以後に太陽暦（グレゴリオ暦）が採用されるようになると、それまでの伝統的な太陰太陽暦を総称する言葉となった。これは中国の太陰太陽暦が建寅の月を年始とする夏正であったためである。また一般的に農暦と呼ばれるようになったのは、農村で今でも広く使われているからである。中国国内で2006年に無形文化遺産に登録され、2016年、ユネスコが推進する無形文化遺産に登録された。
古代中国から続く選日占術の事も表し「萬年曆（または萬年農民暦）」と呼ばれる。天赦日や受死日等、日本の選日と重なる内容が多い（一粒万倍日に関しては選日の本家である中国の萬年曆には存在せず、非常に信憑性の低い選日である。

## 特徴
中国の暦法はいわゆる太陰太陽暦であり、1月の長さを月の月齢約29.53日を基準に1年における月の配列を太陽の運行を基準に定める。新月を朔、満月を望といい朔日を月の初めの日として配当していった。朔日の計算方法には、平朔法と定朔法がある。季節は1太陽年を24分した二十四節気を基準に決められる。二十四節気の計算方法には平気法と定気法がある。12朔望月と1太陽年のずれは閏月を設けることで調整され、閏月は年の途中に置かれ二十四節気の中気を含まない月とされた。年始は前漢の太初暦以来冬至の翌々月、つまり立春前後に設けられ1月には必ず雨水が含まれた。これにより1年の始めと四季の始めが一致するようにされた。
それ以外にも、四季・気候等の視点で地球上の一年を、月の満ち欠けサイクル（朔望月）とは無関係に12節に区切る節切り法である十二節や十二気暦も用いられていた。
そして中国暦の大きな特徴は上記のような日付の配当するカレンダーとしての機能のほかに日食や月食、惑星の運行位置を計算して予報する天体暦（エフェメリス）としての機能をあわせもっていたことである。このため日食・月食の誤報がしばしば改暦の理由になった。

## 歴史
甲骨文・金文や詩経などによると殷・周の時代は日・月や星、植物の生長などを観察して日付を決めていた。これを観象授時暦という。月の初めの日は新月の日（朔日）ではなく、月が見え始める二日月・三日月などの日を当てた。この日を朏（ひ）日という。年始はノーモンの観察などにより、冬至頃に設定された。
このような素朴な暦法は春秋戦国時代になって、大きく発展した。二十四節気が導入され、また閏月の設定にメトン周期が用いられ月初めも朔日の計算によって決定された。戦国時代の各国で独自の四分暦が造られ、これらを戦国四分暦という。この頃、年始について三正（夏正・殷正・周正）という考え方が生まれた。夏暦・殷暦・周暦というものがあったとされ夏暦では年始が冬至の2月後、殷暦では冬至の1月後（つまり夏暦の12月）、周暦では冬至の月（夏暦の11月）とし正月が王朝交替ごとに変更され、夏正→殷正→周正→夏正→…と循環されてきたとした。これを受けて周に次ぐ王朝をめざす戦国各国はほとんどが夏正を採用していたが、秦の顓頊暦のように10月を年始とする暦もあった（ただし、正月・2月・3月といった月の配列は夏暦に従っていた）。秦の中国統一により顓頊暦の10月歳首が採用されたが、漢の太初暦改暦以降、夏正が採用され、現在の旧正月もこれを踏襲している。
前漢では秦の顓頊暦を踏襲して使っていたが武帝の時に改暦を行い、太初暦が作られた。その後、太初暦は成帝の時に劉歆によって天体暦としての性格の強い三統暦として補修された。三統暦は、その後の中国暦の枠組みをつくった。
魏晋南北朝時代、とくに月の不規則な運行についての研究がすすみ暦法に反映された。最初にこれを導入したのは劉洪の乾象暦であり、祖沖之の大明暦に至っては歳差まで考慮してより精密な暦が作られた。このようにして朔日の計算において定朔法が生まれ、隋の劉焯はこれに基づく皇極暦という優れた暦法を作成したが官暦に採用されず、定朔が正式に官暦に採用されるのは唐代の戊寅元暦からである。
唐の時代は、暦の計算方法が飛躍的に発展した。玄宗朝に大規模な改暦議論が起こり、中国系・インド系・ペルシア系の各天文学者たちが独自の暦を提案した。そのなかで一行は大規模な実測を行い、太陽運行の不均等性を考慮し計算に不等間隔二次差補間法を用いた革新的な大衍暦を作り、結果的に中国系の暦が官暦に採用された。その後は唐・宋を通じて細かい改暦が何度もなされたが、とりわけ見るべき発展はなかった。
元の時代、郭守敬らによって革新的な授時暦が作れられた。1太陽年には南宋の統天暦が出したグレゴリオ暦と同じ値を採用し、また計算方法には三次差補間法や球面三角法が使用された。授時暦は明代にも大統暦と名を改めて使われ、合わせて364年に及ぶ中国史上最も長く使われた暦となった。大統暦は月日の配当においては問題がなかったが、食の予報など天体暦としては不完全であった。このため、清の時代には西洋の天文学に基づく時憲暦が採用された。
1912年、 中華民国はグレゴリオ暦を正式な暦として採用、以降、現在に至るまで、中華人民共和国や台湾、香港などにおいても公式の暦はグレゴリオ暦となっている。しかし、旧正月（春節）などの生活習慣が残り、多くの地域では法定休日となっていることなどから、中国暦の計算は公的に維持されている。中華人民共和国においては、中国科学院紫金山天文台が中国暦の編暦の責任を負っており、近年においては2017年5月12日、 推薦性国家標準のひとつとして、中国暦による日付の算出方法や、 日付 (年月日) の表記法を定めた『農暦的編算和頒行』 が発布され、実施されている。
中国暦は周期が複雑であるため機械式時計に組み込むのは難しいが、ブランパン、H.モーザーなどが中国暦カレンダー搭載モデル（いずれも永久カレンダーではない）を発表している。特にH.モーザーは12年に1度部品を交換すれば手で修正を加えないで済む設計である。2024年には、ヴァシュロン・コンスタンタンがビスポークの一点物として中国暦の永久カレンダーを搭載した懐中時計を発表した。

## 歴代の暦法

### 太陰太陽暦
- 古六暦
- 顓頊暦 - 秦・前漢（? - 紀元前104年）
- 太初暦（三統暦） - 前漢・新・後漢（紀元前104年 - 84年）
- 四分暦 - 後漢（85年 - 220年）・魏（220年 - 237年）・呉（222年）・蜀（221年 - 263年）。
- 乾象暦 - 呉（223年 - 280年）
- 景初暦 - 魏・西晋・東晋・劉宋（237年 - 444年）・北魏（398年 - 451年）
- 元嘉暦 - 劉宋・南斉・梁（445年 - 509年）
- 大明暦 - 梁・陳（510年 - 589年）
- 三紀暦 - 後秦（384年 - 517年）
- 玄始暦 - 北涼（412年 - 439年）・北魏（452年 - 522年）
- 正光暦 - 北魏（523年 - 534年）・東魏（535年 - 539年）・西魏（535年 - 556年）・北周（556年 - 565年）
- 興和暦 - 東魏（540年 - 550年）
- 天保暦 - 北斉（551年 - 577年）
- 天和暦 - 北周（566年 - 578年）
- 大象暦 - 北周（579年 - 581年）・隋（581年 - 583年）
- 開皇暦 - 隋（584年 - 596年）
- 大業暦 - 隋（597年 - 618年）
- 皇極暦
- 戊寅元暦 - 唐（619年 - 664年）
- 麟徳暦 - 唐（665年 - 728年）
- 大衍暦 - 唐（729年 - 761年）
- 五紀暦 - 唐（762年 - 783年）
- 正元暦 - 唐（784年 - 806年）
- 観象暦 - 唐（807年 - 821年）
- 宣明暦 - 唐（822年 - 892年）
- 崇玄暦 - 唐（893年 - 907年）・後梁・後唐・後晋・後漢・後周（908年 - 955年）
- 九執暦
- 符天暦
- 調元暦 - 後晋（939年 - 943年?）・遼（961年? - 993年）
- 大明暦 - 遼（994年 - 1125年）
- 欽天暦 - 後周（956年 - 960年）・北宋（960年 - 963年）
- 応天暦 - 北宋（963年 - 981年）
- 乾元暦 - 北宋（981年 - 1001年）
- 儀天暦 - 北宋（1001年 - 1023年）
- 崇天暦 - 北宋（1024年 - 1065年;1068年 - 1075年）
- 明天暦 - 北宋（1065年 - 1068年）
- 奉元暦 - 北宋（1075年 - 1093年）
- 観天暦 - 北宋（1094年 - 1102年）
- 占天暦 - 北宋（1103年 - 1105年）
- 紀元暦 - 北宋・南宋（1106年 - 1135年）
- 統元暦 - 南宋（1136年 - 1167年）
- 乾道暦 - 南宋（1168年 - 1176年）
- 淳熙暦 - 南宋（1177年 - 1190年）
- 会元暦 - 南宋（1191年 - 1198年）
- 統天暦 - 南宋（1199年 - 1207年）
- 開禧暦 - 南宋（1208年 - 1251年）
- 淳祐暦 - 南宋（1252年）
- 会天暦 - 南宋（1253年 - 1270年）
- 成天暦 - 南宋（1271年 - 1276年）
- 大明暦 - 金（1137年 - 1181年）
- 重修大明暦 - 金・元（1182年 - 1280年）
- 授時暦（大統暦） - 元・明（1281年 - 1644年）
- 時憲暦 - 清（1645年 - 1911年）

### 太陽暦
- 十二気暦
- 天暦 (暦法)